# كاتارينا زيل
كاتارينا زيل (بالألمانية: Katharina Zell)‏ (و. 1497 – 1562 م) هي كاتِبة ألمانية، ولدت في ستراسبورغ، توفيت في ستراسبورغ، عن عمر يناهز 65 عاماً.